# Kaan Kairinen
Kasper Kaan Özden Kairinen (* 22. Dezember 1998 in Kaarina) ist ein finnischer Fußballnationalspieler auf der Position eines offensiven Mittelfeldspielers, der seit Januar 2023 für Sparta Prag spielt.

## Vereinskarriere
Kairinen begann seine Karriere als Fußballspieler bei Inter Turku aus der finnischen Küstenstadt Turku, wo er sämtliche Jugendspielklassen und im Jahre 2014 als 15-Jähriger sein Debüt in einem Pflichtspiel für die Profimannschaft mit Spielbetrieb in der Veikkausliiga auflief. Bereits im Juli bzw. August 2013 wurde das junge Nachwuchstalent von Aston Villa getestet, konnte jedoch nicht überzeugen. Nachdem er bereits in der 24. Runde der Veikkausliiga 2014 am 13. August bei der 0:2-Niederlage gegen Rekordmeister HJK Helsinki ohne Einsatz auf der Ersatzbank saß, wurde er schließlich in der 33. und damit letzten Runde bei der 0:1-Heimniederlage gegen die FF Jaro ab der 70. Spielminute für den knapp sieben Jahre älteren Kalle Kauppi eingewechselt.
Nach dieser Saison, die er mit dem Profiteam auf dem zehnten Tabellenplatz abschloss, wurde er weiterhin von diversen europäischen Klubs umworben. So stand er unter anderem Ende des Jahres bei Tottenham Hotspur im Gespräch, wobei der damals 15-Jährige, dessen Vertrag bei Inter Turku bis 2016 läuft, eine Probetrainingswoche in der Akademie in England verbrachte. Nachdem es auch hier zu keinem Angebot gekommen war, startete der mittlerweile 16-Jährige mit den Profis von Inter Turku in die Spielzeit 2015, in der er gleich von der ersten Runde an von Trainer Job Dragtsma mit Einsätzen bedacht wurde.
Bereits davor brachte er es ab Januar 2015 zu regelmäßigen Einsatz in der U-19- bzw. B-Mannschaft, für die er auch mehrmals zum Torerfolg kam, sowie zu Einsätzen im finnischen Ligapokal, aus dem er mit der Mannschaft, nachdem er mehrmals über die volle Spieldauer am Rasen war, nach dem Elfmeterschießen gegen Tampereen Ilves im Achtelfinale vom laufenden Turnier ausschied. Ab Mitte Februar absolvierte er ein einwöchiges Probetraining beim dänischen Klub FC Nordsjælland, das für ihn jedoch wiederholt nicht mit einer Vertragsunterzeichnung endete. Im finnischen Fußballpokal des Jahres 2015 schaffte er mit der Mannschaft den Einzug ins Halbfinale, wo am 15. August 2015 der Kuopion PS als Gegner wartete. Im offiziellen Ligageschehen brachte sich der junge Finne bis dato (Stand: 29. Juni 2015) in zwölf verschiedenen Ligapartien ein und steuerte dabei bereits beim Zweitrundenspiel gegen Tampereen Ilves eine Torvorlage bei. Dabei legte er per Flanke den Ball für seinen Teamkollegen Vahid Hambo auf, der den Treffer zur 3:0-Führung erzielte; das Team gewann das Spiel schließlich mit 3:1.
Am 1. Februar 2016 wechselte er zum FC Midtjylland in die dänische Superliga. Im Sommer 2017 wurde er für ein halbes Jahr an den Zweitligisten Skive IK ausgeliehen. Dort kam er in sechs Spielen zum Einsatz. Im Frühjahr 2018 bestritt er nochmal drei Ligaspiele für Midtjylland. Es folgten Engagements auf Leihbasis in seiner Heimat für Inter Turku und HJK Helsinki, wo er Stammspieler wurde.
Seit August 2020 spielt er in Norwegen – zunächst auf Leihbasis – für Lillestrøm SK. Im Dezember 2020 wurde er fest bis 2024 verpflichtet. Dabei stieg der Verein zur Saison 2021 in die Eliteserien auf. Insgesamt bestritt Kairinen 70 Ligaspiele für Lillestrøm SK, in denen er sechs Tore erzielte, drei Pokalspiele und vier Qualifikationsspiele für die Conference League.
Mitte Dezember 2022 wechselte er mit Wirkung vom Jahreswechsel zum tschechischen Erstligisten Sparta Prag, bei dem er einen Vertrag von mehr als einer Saison Dauer abschloss. Die genaue Laufzeit wurde nicht bekanntgegeben. Im Rest der Saison 2022/23 bestritt er 15 von 19 möglichen Ligaspielen für Prag, in denen er ein Tor schoss, sowie drei Pokalspiele.

## Nationalmannschaftskarriere
Bereits im Jahr 2013 debütierte Kaan Kairinen für die U-15-Auswahl seines Heimatlandes, nachdem er 2012 als 13-Jähriger bereits mit einer U-14-Auswahl seines Heimatlandes im Einsatz war. Weitere Einsätze folgten in den nächsten Jahren unter anderem im U-16-Nationalteam, in dem er es zu zahlreichen Länderspieleinsätzen brachte. Nachdem er es ab 2014 auch zu vermehrten Auftritten im U-18-Team gebracht hatte, wurde er ab Anfang 2015 auch erstmals im finnischen U-18-Nationalteam eingesetzt.
Mit der U-17-Nationalmannschaft, mit der er auch in diversen Freundschaftsspielen aktiv war, spielte er auch in der Qualifikation zur U-17-EM 2015, wo er sein Team in einem Spiel sogar als Mannschaftskapitän anführte. Der zu diesem Zeitpunkt als zentraler Mittelfeldspieler eingesetzte Kairinen schied mit der Mannschaft allerdings noch in der Gruppenphase aus und konnte sich somit nicht für die Endrunde in Bulgarien qualifizieren.
Am 8. Januar 2019 wurde er bei einem Freundschaftsspiel gegen Schweden erstmals in der A-Nationalmannschaft eingesetzt als er in der 54. Minute für Rasmus Schüller eingewechselt wurde. Drei Tage später wurde er beim Spiel gegen Estland nach einer Stunde für Kapitän Tim Sparv eingewechselt. Auf seine nächsten Länderspiele musste er dann aber bis September 2021 warten. Dabei spielte er zunächst im Freundschaftsspiel am 1. September gegen Wales über die volle Spielzeit und wurde dann in den WM-Qualifikationsspielen gegen Kasachstan am 4. sowie Frankreich am 7. September jeweils eingewechselt.